# Clara (dänische Sängerin)
Clara Toft Simonsen (* 24. August 2000), bekannt als Clara, ist eine dänische Sängerin und Songschreiberin.

## Leben und Wirken
Als 15-Jährige erhielt Clara einen Vertrag mit Sony Music. Im November 2017 debütierte sie mit ihrer Single What They Say und später mit der EP Dress Like You’re Already Famous. Im August 2018 veröffentlichte sie ihr Debütalbum August Eighteen mit den Singles Foolish und Slippin’.
Im Jahr 2019 wurde Clara für verschiedene dänische Preise nominiert; P3 Guld, GAFFA-Prisen, Zulu Awards und Danish Music Awards, wo sie die Auszeichnung als „Neuer dänischer Name des Jahres“ („Årets Nye Danske Navn“) gewann. Im November 2019 spielte sie im Rahmen ihrer Dänemark-Tour 12 Konzerte in Dänemark.
Clara ist die Nichte der Autorin Renée Toft Simonsen und des Sängers Thomas Helmig.

## Diskografie

### Alben
- 2018: August Eighteen
- 2020: Growing Up Sucks

### EPs
- 2017: Dress Like You're Already Famous

### Singles
- 2017: What They Say (DK: Gold)
- 2017: Stop Pretending
- 2017: Suffocating
- 2018: Foolish
- 2018: Slippin’
- 2018: Liar (feat. Rosegold)
- 2019: Crazy
- 2019: Can’t Fall Asleep (con gli Zookeepers)
- 2019: Legend (DK: Gold)
- 2020: Thank Me Later
- 2020: Growing Up Sucks
- 2020: Nobody’s Lover (feat. Lord Siva, DK: Platin)
- 2020: Girl Like You